# گورکا لوستوندو
گورکا لوستوندو (انگلیسی: Gorka Elustondo؛ زادهٔ ۱۸ مارس ۱۹۸۷) بازیکن فوتبال اهل اسپانیا است.
از باشگاه‌هایی که در آن بازی کرده‌است می‌توان به باشگاه فوتبال رایو وایکانو، باشگاه فوتبال رئال سوسیداد، باشگاه فوتبال اتلتیک بیلبائو، و اتلتیکو ناسیونال اشاره کرد.
وی همچنین در تیم‌های ملی فوتبال زیر ۱۹ سال اسپانیا و زیر ۲۰ سال اسپانیا بازی کرده‌است.